# 永康县 (南梁)
永康县，中国南北朝时设置的县。
南梁时设置，属万荣郡。隋朝开皇初年，万荣郡废。开皇十八年（596年），改名永穆县。